# Bieśnik (Tarnów)
Pour les articles homonymes, voir Bieśnik.
Bieśnik (prononciation : [ˈbjɛɕnik]) est une localité polonaise de la gmina de Zakliczyn, située dans le powiat de Tarnów en voïvodie de Petite-Pologne.